# Daban (Mali)
Daban es una localidad y comuna del círculo de Kati, región de Kulikoró, Mali. Su población era de 9.435 habitantes en 2009.